# Opel Corsa F
Der Opel Corsa F ist ein Kleinwagen der Opel Automobile GmbH, der seit Juni 2019 als Nachfolger des Corsa E angeboten wird. Im Gegensatz zu den Vorgängermodellen wird die sechste Generation der Corsa-Baureihe ausschließlich als Fünftürer hergestellt und basiert auf der Common Modular Platform (CMP) der PSA-Gruppe.
Der elektrifizierte Corsa-e (ab dem Facelift Corsa Electric) ist eine Variante des Corsa F und nicht mit dem Vorgängermodell Corsa E zu verwechseln.

## Modellgeschichte

### Entwicklung
Bereits 2012 kursierten Gerüchte zu einem Nachfolger des ab 2014 hergestellten Corsa E. Während Letzterer eine nur geringfügig veränderte Bodengruppe des Corsa D hat, sollte der Nachfolger des Corsa E auf einer neuen Plattform basieren. Erste Prototypen, sogenannte Erlkönige, die hinsichtlich Konzept und Abmessungen dem Corsa E ähneln, wurden ab 2016 gesichtet, fotografiert und von einzelnen Fachmagazinen sowie Webportalen gezeigt.
Im Hinblick auf die Übernahme von Opel durch den PSA-Konzern, die im Sommer 2017 abgeschlossen wurde, wurde der Beginn der Serienfertigung eines Nachfolgers des Corsa E „für 2019“ erwartet. Der ursprünglich für 2018 vorgesehene Start verzögerte sich, da das projektierte Modell nun eine PSA-Plattform erhalten sollte und viele Teile neu konstruiert werden mussten.

### Mehrfache Wechsel der Plattform bei der Planung
Die Entwicklungsgeschichte des Corsa F ist gekennzeichnet durch mehrfache Planungswechsel.
Im Dezember 2012 schloss die Adam Opel AG einen Produktentwicklungsvertrag mit dem französischen PSA-Konzern; Ziel war die gemeinsame Entwicklung bestimmter Komponenten und Module, vor allem eine gemeinsame Plattform für die Nachfolger der Modelle Opel Corsa und Citroën C3. Später berichtete eine andere Quelle, dass die Zusammenarbeit bei dem Kleinwagenprojekt aufgegeben worden sei und nun eine neue GM/Opel-Plattform entwickelt werde.
Anfang 2017 wurde im Hinblick auf die Übernahme von Opel durch PSA beschlossen, bei neuen Opel-Modellen keine Teile des bisherigen Mutterkonzerns General Motors mehr zu nutzen. Der Nachfolger des Corsa E werde vielmehr mit einer neuen PSA-Bodengruppe entwickelt; die Serienfertigung verschiebe sich dadurch von 2018 auf 2019.

### Vorstellung
Der neue Corsa wurde von Opel schließlich am 23. Mai 2019 zunächst als Elektroversion Opel Corsa-e offiziell vorgestellt. Die Variante mit Verbrennungsmotoren debütierte am 26. Juni 2019. Der Corsa-e konnte seit dem 4. Juni 2019 zu Preisen ab 29.900 Euro bestellt werden. Die übrigen Modelle konnten seit dem 1. Juli 2019 zu Preisen ab 13.990 Euro bestellt werden. Verkaufsstart war am 16. November 2019. Der Corsa-e ist seit dem 28. März 2020 bei den Opel-Händlern.
Hergestellt wird der Corsa F nur noch im Opel-Werk Figueruelas. Im Werk Eisenach entfallen Corsa und Adam, es wird dort nur noch das SUV-Modell Grandland produziert.
Im Vereinigten Königreich wird der Corsa unter der Marke Vauxhall vertrieben.

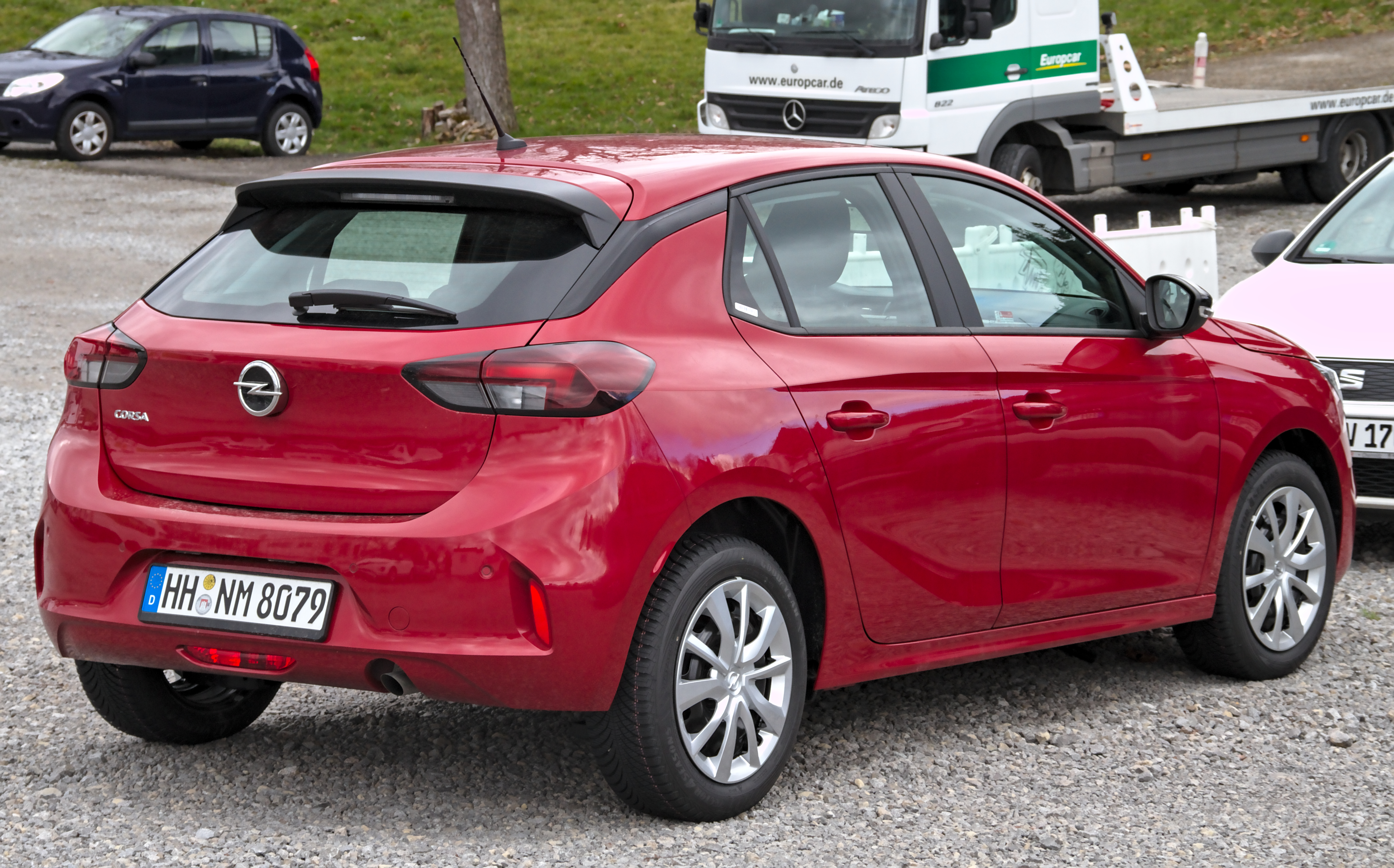
Heckansicht
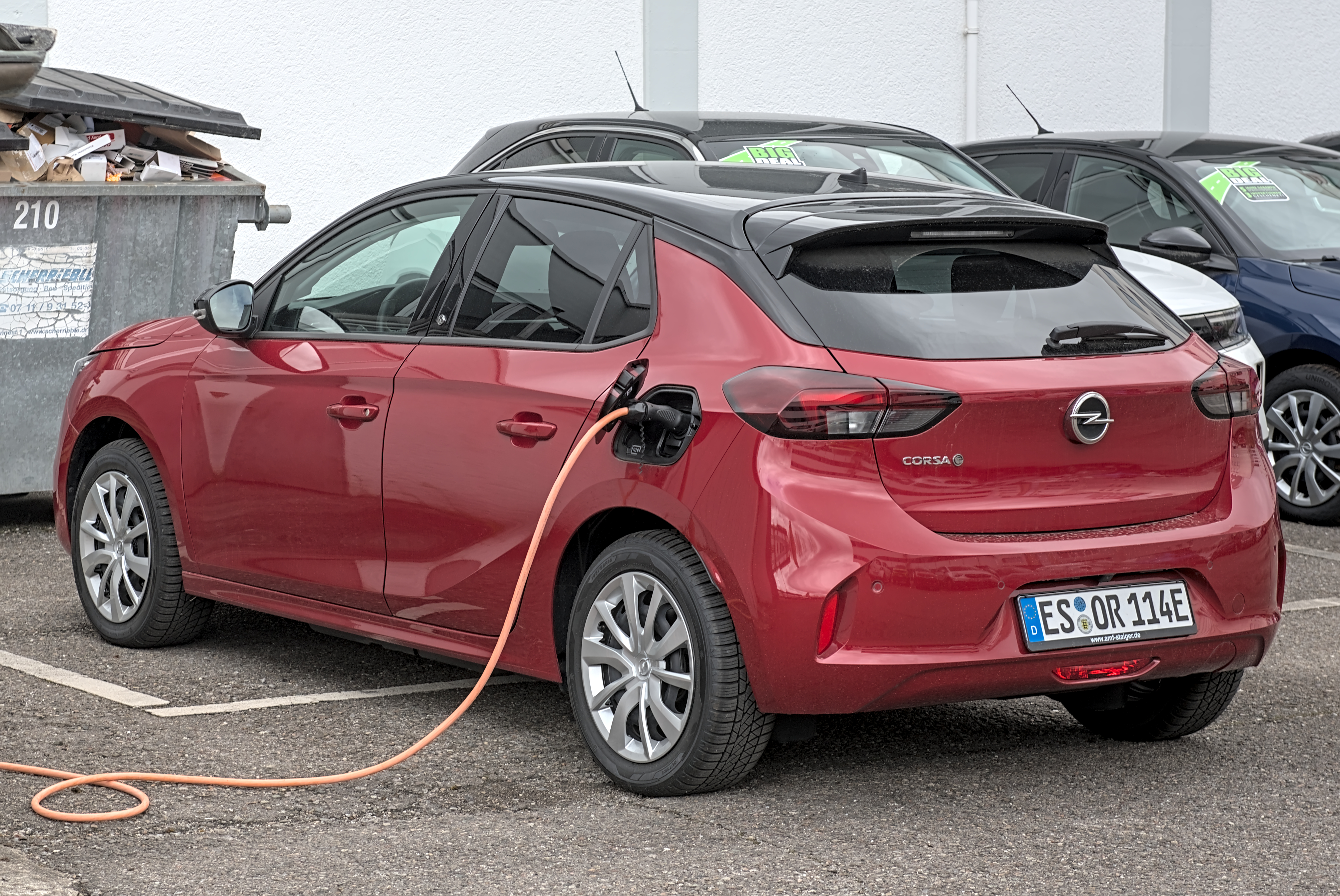
Opel Corsa-e, Heckansicht
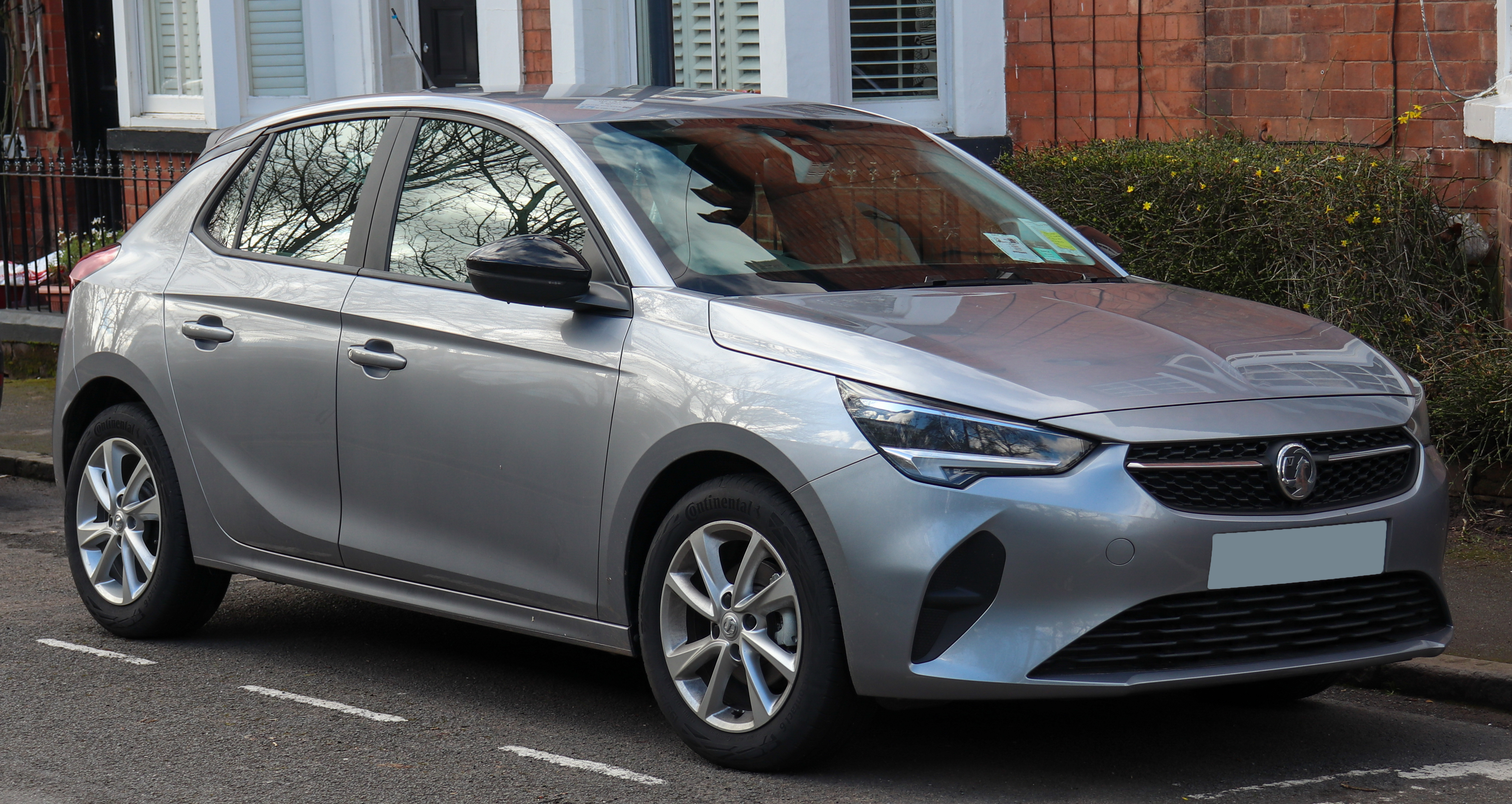
Vauxhall Corsa (2019–2023)
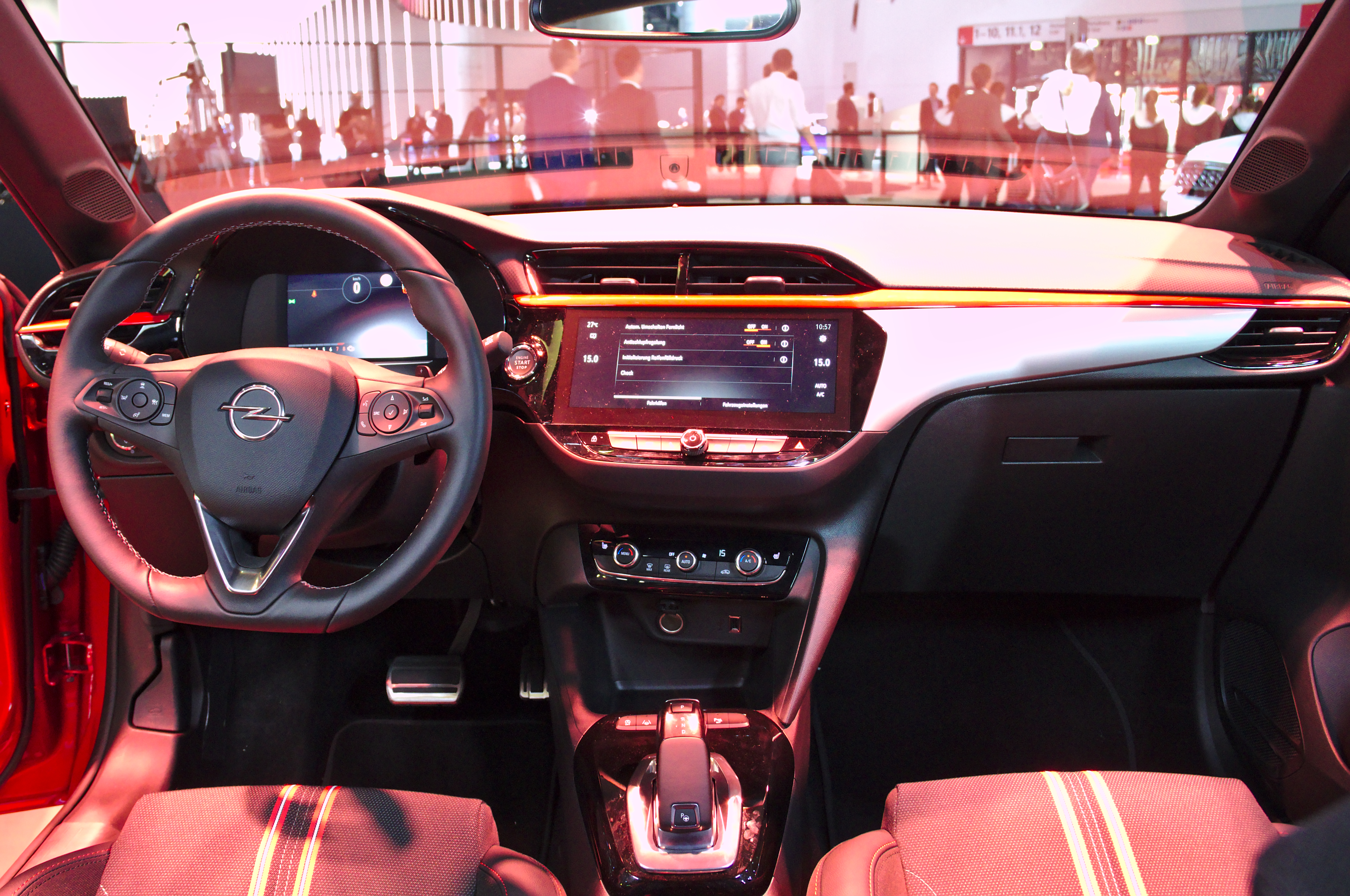
Innenraumansicht samt Fahrerdisplay (GS-Line)

Am 7. Oktober 2019 startete Opel die offizielle Serienproduktion des Corsa F in Figueruelas. Der Start der Serienproduktion des Corsa-e wurde für Januar 2020 angekündigt.
Zum 40-jährigen Jubiläum des Corsa wurde im Juni 2022 das auf 1982 Exemplare limitierte Sondermodell „40 Jahre“-Edition vorgestellt. Es ist in der neuen Farbe „Rekord Rot“ lackiert, das an das Rot des Corsa A erinnern soll. Diverse andere Karosserieteile sind in schwarzer Kontrastfarbe gestaltet. Im Innenraum kommen – wie im Corsa A – Streifen-Karo-Muster für die Sitzbezüge zum Einsatz. Außerdem gibt es Strümpfe in einer Jubiläums-Box in diesem Design.
Der Opel Corsa F ist das erste Fahrzeug der Kleinwagen-Klasse, für das es auf Wunsch ein Automatikgetriebe mit acht Stufen und adaptive Matrix-LED-Scheinwerfer gibt.
Im Jahr 2020, dem ersten vollen Jahr dieses Modells, war der Opel Corsa F laut der Statistik des Kraftfahrt-Bundesamtes der Neuzulassungen in Deutschland mit 12,1 % (53.199 Exemplare) das meistverkaufte Modell im Segment der Kleinwagen.

### Modellpflege
Am 24. Mai 2023 debütierte eine überarbeitete Version der Baureihe. Öffentlichkeitspremiere hatte sie auf der IAA im September 2023 in München. Auffallendste Änderung ist die „Vizor“ genannte Frontpartie in Anlehnung an den Manta, die zunächst beim Mokka B eingeführt wurde. Das batteriegetriebene Modell wird nun als Corsa Electric vermarktet.

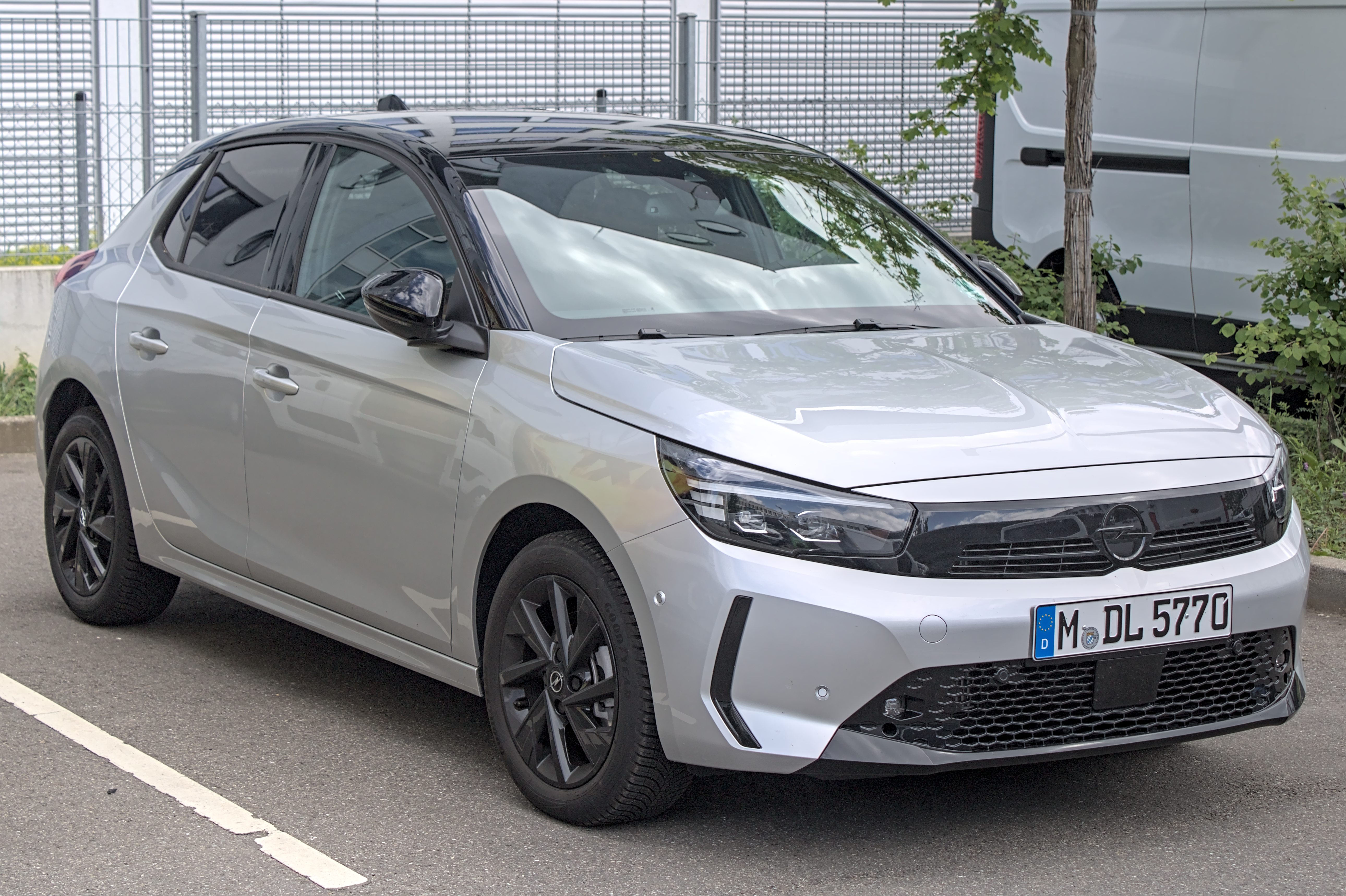
Opel Corsa (seit 2023)
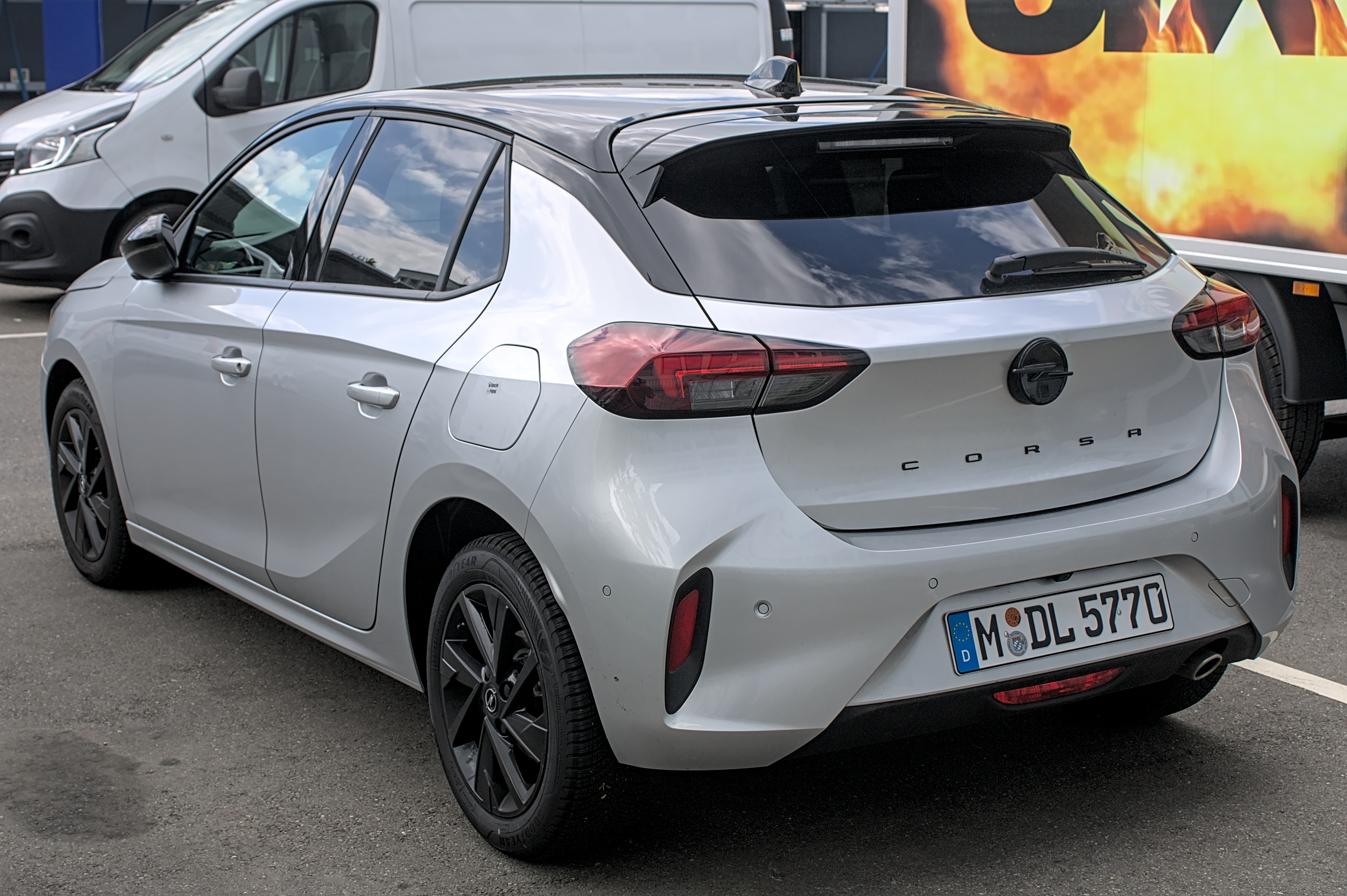
Heckansicht
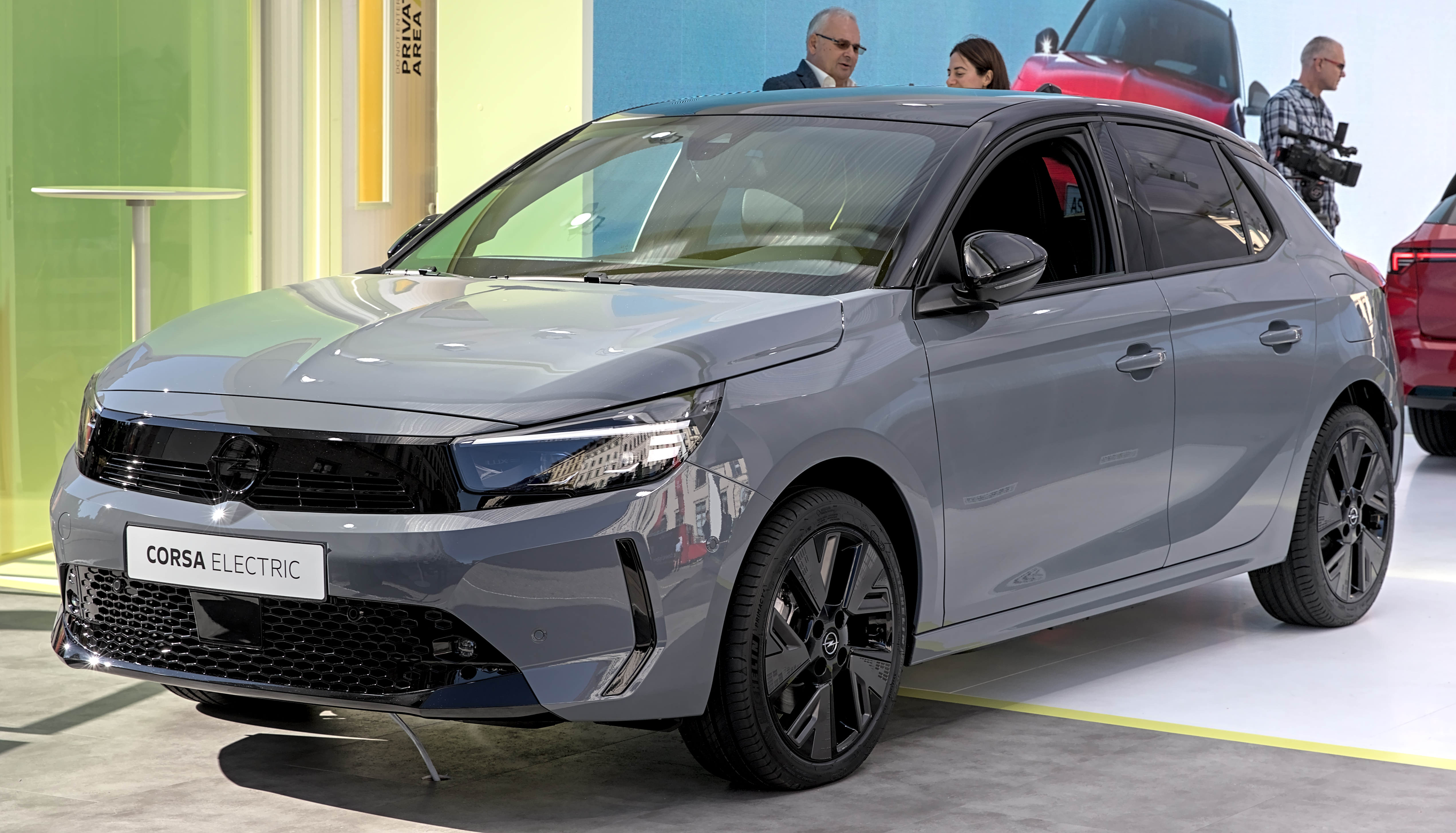
Opel Corsa Electric (seit 2023)
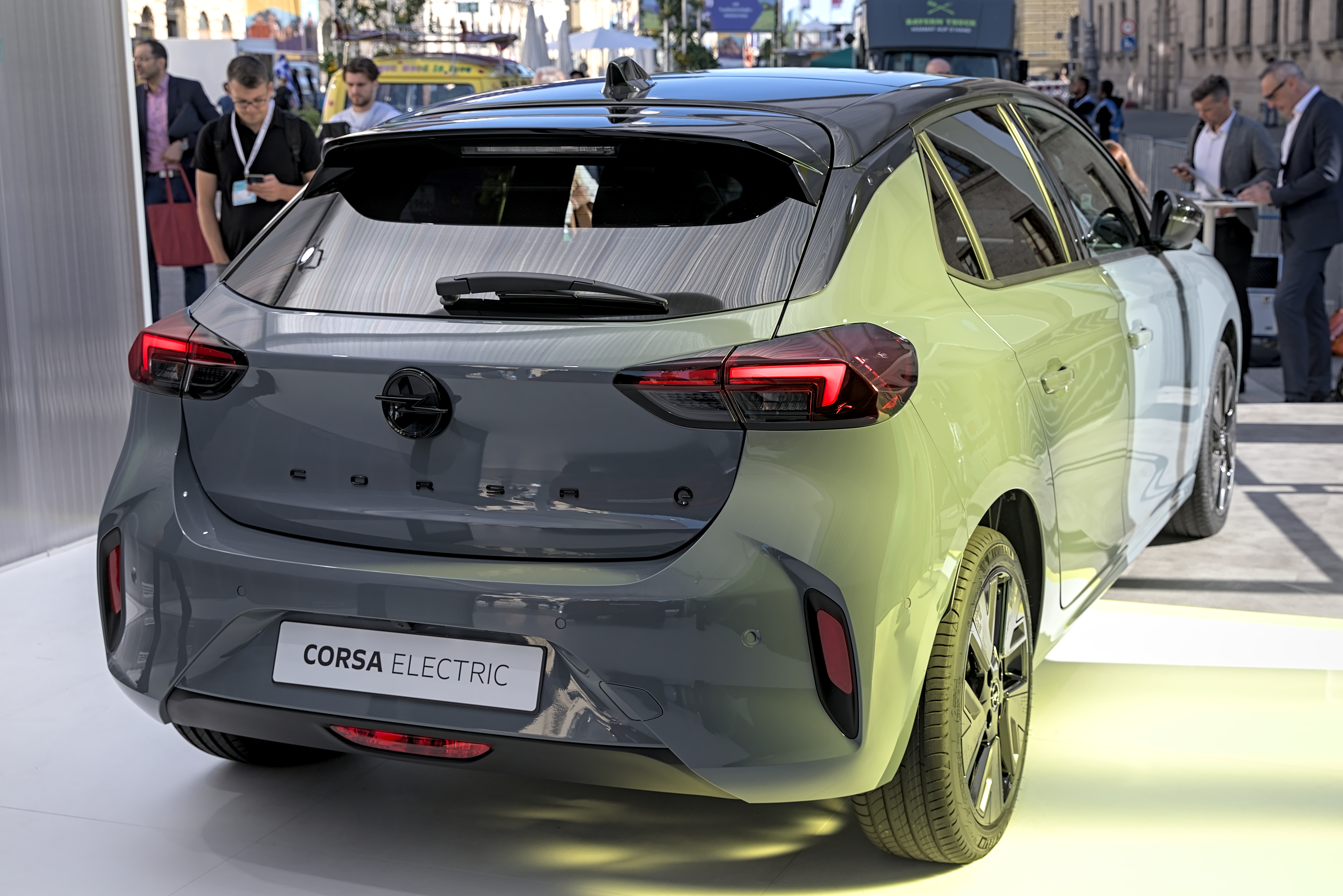
Heckansicht

## Ausstattungslinien

### Corsa
- Corsa (Basisausstattung), seit 07/2019
- Edition, seit 07/2019
- Elegance, seit 07/2019,
- GS-Line, seit 07/2019
- Ultimate, seit 11/2020[21]

Ab der Elegance-Ausstattung ist auf Wunsch ein Panoramadach erhältlich.

### Corsa-e / Corsa Electric
- Selection (Basisausstattung), seit 06/2019
- Edition, seit 06/2019
- First Edition, 06/2019–04/2020
- Elegance, seit 04/2020
- GS-Line, seit 08/2020
- Ultimate, seit 11/2020

(Quelle)
Ab der Elegance-Ausstattung ist auf Wunsch ein Panoramadach erhältlich.

## Außenfarben
Basisfarbe ist lediglich Power Orange (GPQ); weiter werden Schnee Weiß (GAZ), Chili Rot (G1R), Quarz Silber (G41), Mondstein Grau (G40) sowie Diamant Schwarz (G70), Perl Blau (G6L) und Nautic Blue (G4B) angeboten. Abhängig von der Ausstattungslinie – teils serienmäßig, teil gegen Aufpreis, – sind das Dach und die Außenspiegelgehäuse in den Farben Schwarz oder Weiß erhältlich.

## Technik

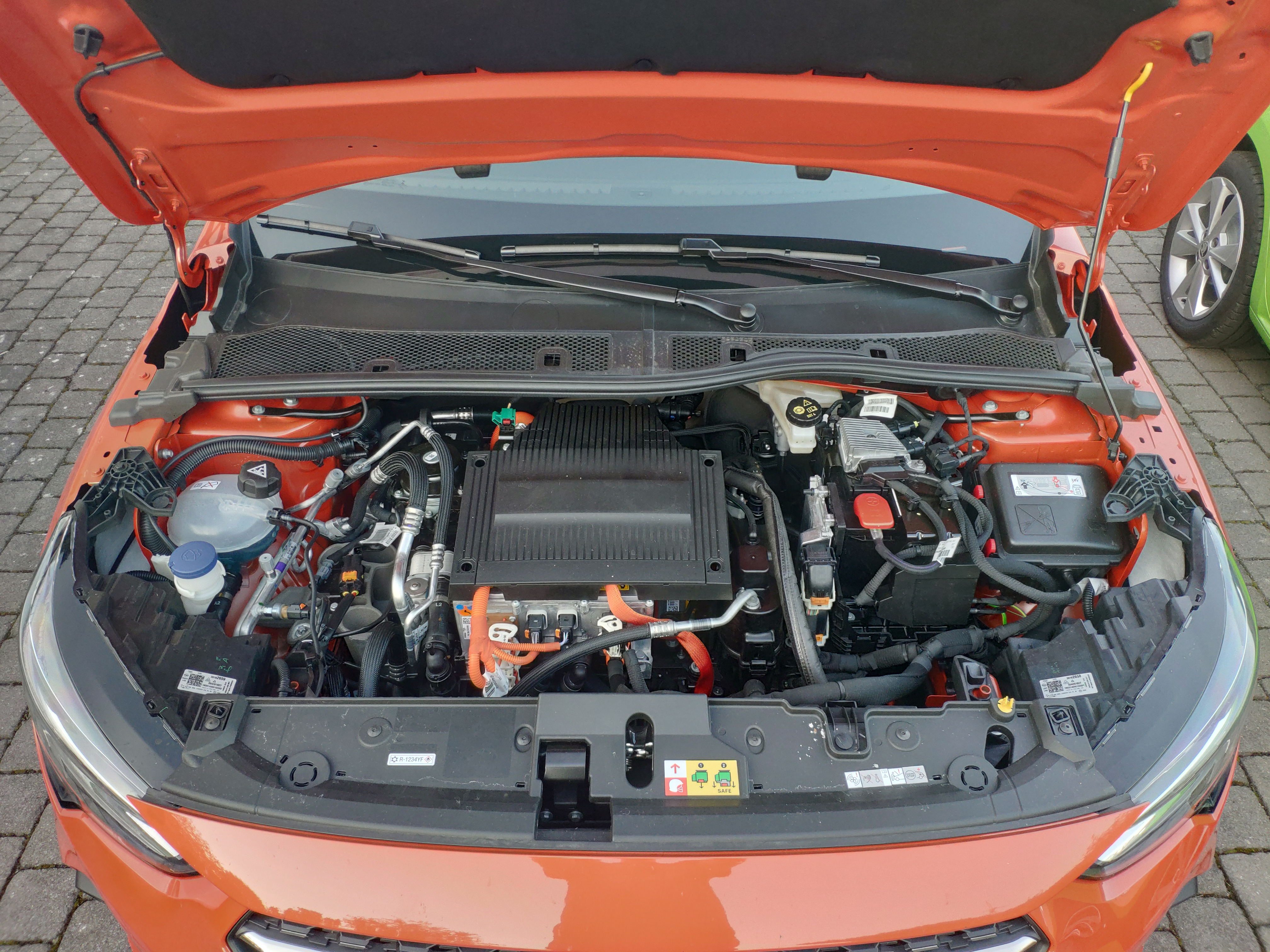
Anstatt eines Verbrennungsmotors befindet sich unter der Motorhaube des Corsa-e ein Elektromotor, der aus der Leistungselektronik durch orange isolierte Hochspannungsleitungen mit Energie aus den Akkus am Fahrzeugboden versorgt wird. Wie bei einem klassischen Verbrennerfahrzeug befinden sich im Motorraum eine Niedervoltbatterie und Flüssigkeitsbehälter (Scheibenwasser, Bremsflüssigkeit, Kühlflüssigkeit für den Elektromotor).

Der Kleinwagen basiert wie der Peugeot 208 II auf der Ende 2018 mit dem DS 3 Crossback eingeführten Common Modular Platform (CMP). Bei ihr werden auch hochfeste und ultrahochfeste Stähle verwendet, so dass beim leichtesten Modell des Corsa insgesamt 108 kg, bei der Rohkarosserie 40 kg Gewicht gespart wurden. Der Luftwiderstandsbeiwert (cw) des Wagens beträgt 0,29.
Wie im Peugeot 208 standen zur Markteinführung ein 1,2-Liter-Ottomotor in drei Leistungsstufen, ein Dieselmotor und ein Elektromotor zur Auswahl.
Alle Modelle haben Frontantrieb. Der kleinste Ottomotor mit 55 kW (75 PS) ist an ein Fünfgang-Schaltgetriebe gekoppelt. Die rund 74 kW (100 PS) starken Motoren haben serienmäßig ein Sechsgang-Schaltgetriebe. Für den Ottomotor ist außerdem gegen Aufpreis ein Achtstufen-Automatikgetriebe erhältlich, das beim stärksten Ottomotor mit 96 kW (130 PS) serienmäßig geliefert wird. Mit der Modellpflege wurden Ottomotoren mit 48-Volt-Bordnetz angekündigt. Sie werden seit Februar 2024 verkauft.

### Corsa-e / Corsa Electric
Auch im Corsa-e werden die Vorderräder angetrieben. Der Elektromotor mit der Modellbezeichnung EMR3 ist flüssigkeitsgekühlt und kommt von Vitesco Technologies aus Regensburg, wird aber im chinesischen Vitesco-Werk in Tianjin hergestellt. Die ebenfalls flüssigkeitsgekühlten Akkus des Corsa-e befinden sich am Boden der Fahrgastzelle; das aber nicht durchgängig, sondern mit Aussparungen für den Fußraum. Der Schwerpunkt liegt durch die Akkus über 5,5 cm tiefer, außerdem erhöhen sie die Torsionssteifigkeit um 30 Prozent. Das Fahrwerk musste aufgrund des durch die Akkus gegenüber dem Verbrennungsmodell erhöhten Gewichts angepasst werden. Serienmäßig ist ein einphasiges 7,4-kW-Ladegerät für Wechselstrom und ein Gleichstrom-Schnelllader mit 100 kW verbaut, ab der Ausstattung Edition ist ein optionales dreiphasiges Ladegerät mit bis zu 11 kW bestellbar gewesen. Die Ladezeit von 0 bis 80 % dauert mit 2,3-kW-Schuko-ICCB ca. 20 Stunden, mittels 1-phasigem Mode-3-Laden (7,2 kW) ca. 8 Stunden, bei dreiphasig und 11 kW ca. 5:15 h und bei DC-Schnellladung (100 kW) ca. 30 Minuten.
Die WLTP-Reichweite des Corsa-e mit 100-kW-Antrieb betrug zu Beginn 337 km. Ab dem Modelljahr 2022 erhöhte sie sich u. a. durch eine effizientere Wärmepumpe und eine geänderte Getriebeübersetzung auf 354 km. Seit der Modellpflege 2023 beträgt die Reichweite des 100-kW-Antriebs 357 km. Außerdem ergänzt seitdem ein 115 kW starker Elektromotor mit 51-kWh-Akku (brutto) und 405 km WLTP-Reichweite die Antriebspalette.

## Technische Daten

### Mit Verbrennungsmotor
|                                             | 1.2                   | 1.2                   | 1.2 Turbo                         | 1.2 Turbo                    | 1.2 Turbo Hybrid 48 V                     | 1.2 Turbo Hybrid 48 V                     | 1.2 Turbo                  | 1.2 Turbo                  | 1.2 Turbo Hybrid 48 V                     | 1.2 Turbo Hybrid 48 V                     | 1.5 Diesel            | 1.5 Diesel            |
| ------------------------------------------- | --------------------- | --------------------- | --------------------------------- | ---------------------------- | ----------------------------------------- | ----------------------------------------- | -------------------------- | -------------------------- | ----------------------------------------- | ----------------------------------------- | --------------------- | --------------------- |
| Bauzeitraum                                 | 07/2019–02/2024       | 02/2024–10/2024       | 07/2019–02/2024                   | seit 02/2024                 | 02/2024–04/2025                           | seit 04/2025                              | 07/2019–02/2024            | 02/2024–01/2025            | 02/2024–04/2025                           | seit 04/2025                              | 07/2019–06/2020       | 07/2020–06/2023       |
| Motorkenndaten                              |                       |                       |                                   |                              |                                           |                                           |                            |                            |                                           |                                           |                       |                       |
| Motortyp                                    | R3-Ottomotor          | R3-Ottomotor          | R3-Ottomotor                      | R3-Ottomotor                 | R3-Ottomotor                              | R3-Ottomotor                              | R3-Ottomotor               | R3-Ottomotor               | R3-Ottomotor                              | R3-Ottomotor                              | R4-Dieselmotor        | R4-Dieselmotor        |
| Motoraufladung                              | —                     | —                     | Turbolader                        | Turbolader                   | Turbolader                                | Turbolader                                | Turbolader                 | Turbolader                 | Turbolader                                | Turbolader                                | Turbolader            | Turbolader            |
| Hubraum                                     | 1199 cm³              | 1199 cm³              | 1199 cm³                          | 1199 cm³                     | 1199 cm³                                  | 1199 cm³                                  | 1199 cm³                   | 1199 cm³                   | 1199 cm³                                  | 1199 cm³                                  | 1499 cm³              | 1499 cm³              |
| max. Leistung bei min−1                     | 55 kW (75 PS) 5750    | 55 kW (75 PS) 5750    | 74 kW (101 PS) 5500               | 74 kW (101 PS) 5500          | 74 kW (101 PS) 5500                       | 81 kW (110 PS) 5500                       | 96 kW (130 PS) 5500        | 96 kW (130 PS) 5500        | 100 kW (136 PS) 5500                      | 107 kW (145 PS) 5500                      | 75 kW (102 PS) 3500   | 75 kW (102 PS) 3750   |
| max. Drehmoment Nm bei min−1                | 118 2750              | 118 2750              | 205 1750                          | 205 1750                     | 205 1750                                  | 205 1750                                  | 230 1750                   | 230 1750                   | 230 1750                                  | 230 1750                                  | 250 1750              | 250 1750              |
| Kraftübertragung                            |                       |                       |                                   |                              |                                           |                                           |                            |                            |                                           |                                           |                       |                       |
| Antrieb, serienmäßig                        | Vorderradantrieb      | Vorderradantrieb      | Vorderradantrieb                  | Vorderradantrieb             | Vorderradantrieb                          | Vorderradantrieb                          | Vorderradantrieb           | Vorderradantrieb           | Vorderradantrieb                          | Vorderradantrieb                          | Vorderradantrieb      | Vorderradantrieb      |
| Getriebe, serienmäßig                       | 5-Gang-Schaltgetriebe | 5-Gang-Schaltgetriebe | 6-Gang-Schaltgetriebe             | 6-Gang-Schaltgetriebe        | 6-Gang-Doppelkupplungsgetriebe (eDCT) (1) | 6-Gang-Doppelkupplungsgetriebe (eDCT) (1) | 8-Stufen-Automatikgetriebe | 8-Stufen-Automatikgetriebe | 6-Gang-Doppelkupplungsgetriebe (eDCT) (1) | 6-Gang-Doppelkupplungsgetriebe (eDCT) (1) | 6-Gang-Schaltgetriebe | 6-Gang-Schaltgetriebe |
| Getriebe, optional                          | —                     | —                     | (8-Stufen-Automatikgetriebe)      | (8-Stufen-Automatikgetriebe) | –                                         | –                                         | –                          | –                          | –                                         | –                                         | –                     | –                     |
| Messwerte                                   |                       |                       |                                   |                              |                                           |                                           |                            |                            |                                           |                                           |                       |                       |
| Leergewicht                                 | 1055 kg               | 1110 kg               | 1165 kg (1165 kg)                 | 1175 kg (1203 kg)            | 1267 kg                                   | 1267 kg                                   | 1233 kg                    | 1233 kg                    | 1267 kg                                   | 1267 kg                                   | 1165 kg               | 1165 kg               |
| Höchstgeschwindigkeit                       | 174 km/h              | 174 km/h              | 194 km/h (192 km/h)               | 194 km/h (192 km/h)          | 188 km/h                                  | 188 km/h                                  | 208 km/h                   | 208 km/h                   | 210 km/h                                  | 210 km/h                                  | 188 km/h              | 188 km/h              |
| Beschleunigung, 0–100 km/h                  | 13,2 s                | 13,2 s                | 9,9 s (10,8 s)                    | 9,9 s (10,8 s)               | 9,9 s                                     | 9,9 s                                     | 8,7 s                      | 8,7 s                      | 7,9 s                                     | 7,9 s                                     | 10,2 s                | 10,2 s                |
| Kraftstoffverbrauch auf 100 km (kombiniert) | 4,1 l Super           | 5,4 l Super           | 4,2–4,3 l Super (4,3–4,4 l Super) | 5,3 l Super (5,6 l Super)    | 4,5–4,8 l Super                           | 4,6 l Super                               | 4,5–4,6 l Super            | 5,7 l Super                | 4,6–4,7 l Super                           | 4,6–4,7 l Super                           | 3,2–3,3 l Diesel      | 3,3 l Diesel          |
| Kohlendioxidemissionen, kombiniert          | 93–94 g/km            | 120 g/km              | 96–98 g/km (99–101 g/km)          | 120 g/km (127 g/km)          | 101–108 g/km                              | 103–104 g/km                              | 103–105 g/km               | 127 g/km                   | 103–106 g/km                              | 105 g/km                                  | 85–87 g/km            | 85–91 g/km            |
| Tankinhalt                                  | 40 l                  | 40 l                  | 44 l                              | 44 l                         | 44 l                                      | 44 l                                      | 44 l                       | 44 l                       | 44 l                                      | 44 l                                      | 41 l                  | 41 l                  |
| Strömungswiderstandskoeffizient (cw)        | 0,29                  | 0,29                  | 0,29                              | 0,29                         | 0,29                                      | 0,29                                      | 0,29                       | 0,29                       | 0,29                                      | 0,29                                      | 0,29                  | 0,29                  |
| Abgasnorm                                   | Euro 6d               | Euro 6e               | Euro 6d                           | Euro 6e                      | Euro 6e                                   | Euro 6e                                   | Euro 6d                    | Euro 6e                    | Euro 6e                                   | Euro 6e                                   | Euro 6d-TEMP          | Euro 6d               |

Werte in runden Klammern ( ) gelten für Modelle mit optionalem Getriebe.

### Elektroautos
|                                          | Electric                                             | Electric GS                                          |
| ---------------------------------------- | ---------------------------------------------------- | ---------------------------------------------------- |
| Bauzeitraum                              | seit 06/2019                                         | seit 07/2023                                         |
| Motorkenndaten                           |                                                      |                                                      |
| Motortyp                                 | Elektromotor von Vitesco Technologies (Vitesco EMR3) | Elektromotor von Vitesco Technologies (Vitesco EMR3) |
| Dauerleistung                            | 57 kW (77 PS)                                        | 57 kW (77 PS)                                        |
| max. Leistung bei min−1                  | 100 kW (136 PS) 3700                                 | 115 kW (156 PS)                                      |
| max. Drehmoment Nm bei min−1             | 260                                                  | 260                                                  |
| Kraftübertragung                         |                                                      |                                                      |
| Antrieb, serienmäßig                     | Vorderradantrieb                                     | Vorderradantrieb                                     |
| Getriebe, serienmäßig                    | Eingang-Reduktionsgetriebe                           | Eingang-Reduktionsgetriebe                           |
| Antriebsbatterie                         |                                                      |                                                      |
| Zellchemie                               | NMC                                                  | NMC                                                  |
| Batteriekapazität, brutto / netto        | 50 kWh / 46,3 kWh                                    | 51 kWh / 48,1 kWh                                    |
| Thermomanagement                         | aktive Flüssigkeitskühlung                           | aktive Flüssigkeitskühlung                           |
| Messwerte                                |                                                      |                                                      |
| Leergewicht                              | 1530 kg                                              | 1544 kg                                              |
| Höchstgeschwindigkeit                    | 150 km/h                                             | 150 km/h                                             |
| Beschleunigung, 0–100 km/h               | 8,1–8,7 s                                            | 8,1 s                                                |
| Energieverbrauch auf 100 km (kombiniert) | 15,8–16,1 kWh                                        | 14,3–14,6 kWh                                        |
| Reichweite nach WLTP                     | 337–357 km                                           | 405–429 km                                           |
| Strömungswiderstandskoeffizient (cw)     | 0,29                                                 | 0,29                                                 |

## Corsa-e Rallye

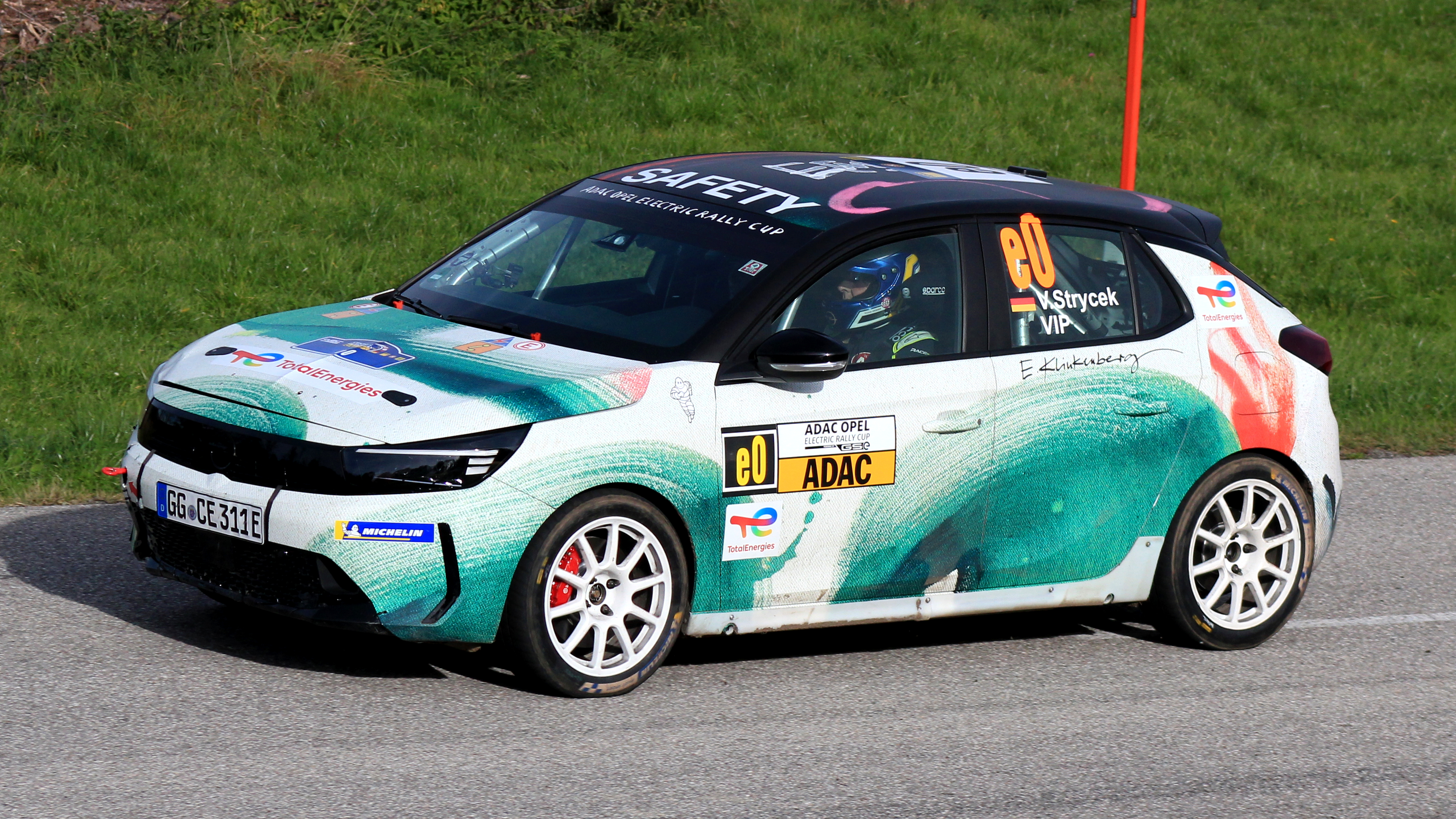
Volker Strycek beim e-Rallye-Cup 2023

Opel hat am 22. August 2019 den Corsa-e Rallye vorgestellt. Es ist das erste rein elektrische Rallyeauto. Es wurde gemeinsam mit dem ADAC entwickelt. Auch der Rennfahrer und Leiter des Opel Performance Center (OPC) Volker Strycek war an der Entwicklung beteiligt. Geplant sind zunächst 15 Fahrzeuge für den ADAC-Opel-e-Rallye-Cup 2020/2021. Der Fahrzeugpreis bei Opel Motorsport soll für Kundenteams unterhalb von 50.000 Euro liegen. Der Motor kommt vom „normalen“ Corsa-e.
Außerdem bietet Opel den Corsa R4 als Rallye-Fahrzeug an.

## Auszeichnungen
- Auto Bild – Firmenwagen-Award 2019 („Sieger der Kategorie Kleinwagen Deutsch“)
- AUTOBEST[40] – Best Buy Car 2019